# Рамон Фонст
Хавана
Рамон Фонст (шп. Ramón Fonst; Хавана 31. јул 1883. — Хавана, 9. септембар, 1959) био је кубански мачевалац са почетка 20. века, који је три пута представљао Кубу на Летњим олимпијским играма. Због својих успешних наступа имао је надимак „Сегундо“ (шп. El nunca Segundo никада није други).
На Олимпијским играма 1900. у Паризу учествовао је у две дисциплине мачевања и освојио једну златну и једну сребрну медаљу. Златну медаљу је освојио у дусциплини мач појединачно победивши у финалу француског такмичара Луја Переа. У другој дисциплини мечу аматери — професионалци учествовао је у екипи аматера и освојио сребрну медаљу.
Његова победа на олимпијским играма 1900. донела је први олимпијски медаљу свих времена за земље Латинске Америке.
Четири године касније на Играма 1904. у Сент Луису. Фонст је одвојио 3 златне медаље. Такмичио се три дисциплине, мач и флорет појединачно и флорет екипно. Освојене три златне медаље се пе приписују Куби већ само две. У екипном такмичењу у флорету поред два Кубанца у чествовао је и један такмичар из САД па је медаља приписана Мешовитом тиму.
Фонст је на својим првим играма 1900. у Паризу имао само 16 година и 275 дана, а последње олимпијске игре на којима је учествовао су Олимпијске игре 1924. такође у Паризу са пуних 40 година. Учествовао је у две дисциплине мач појединачно и екипно, али без већег успеха. Појединачно је завршио у полуфинаној групи, а екипно у првом кругу такмичења по групама.
Након завршетка активне каријере Фонст је постао председник националног олимпијског комитета Кубе.